# James Newman (cantante)
James Newman es un cantante y compositor inglés afincado en Londres. Es el hermano del también cantante John Newman. En los Brit Awards 2014, Newman ganó el Brit Award por el sencillo británico del año como coautor de "Waiting All Night".
El artista iba a representar al Reino Unido en el Festival de Eurovisión 2020 con la canción "My Last Breath". Sin embargo, el festival fue cancelado debido a la pandemia de COVID-19. Así, la televisión pública británica volvió a darle una oportunidad al año siguiente, esta vez con el tema "Embers".

## Discografía

### Sencillos

#### Como artista principal
| Título           | Año  | Álbum |
| ---------------- | ---- | ----- |
| "My Last Breath" | 2020 | —     |
| "Embers"         | 2021 | —     |

#### Como colaborador
| "Coming Home" (Arno Cost featuring James Newman)                 | 2015 | —  | —                |
| "Daylight to Midnight" (Night Safari featuring James Newman)     | 2015 | —  | —                |
| "Head Up" (Don Diablo featuring James Newman)                    | 2018 | —  | Future           |
| "Therapy" (Armin van Buuren featuring James Newman)              | 2018 | 26 | Balance          |
| "Lights Go Down" (Matoma featuring James Newman)                 | 2018 | —  | One in a Million |
| "High on Your Love" (Armin van Buuren featuring James Newman)    | 2019 | —  | Balance          |
| "—" indica que un tema no estuvo en las listas o no fue lanzado. |      |    |                  |

## Créditos de composición
Indica una contribución como corista.
     Indica una colaboración con otro artista.
| Año  | Artista               | Álbum                               | Canción                                                              | Coescrita con |
| ---- | --------------------- | ----------------------------------- | -------------------------------------------------------------------- | --- |
| 2013 | Rudimental            | Home                                | "Waiting All Night" (featuring Ella Eyre)                            | Amir Izadkhah, Piers Aggett, Kesi Dryden, Johnny Harris |
| 2014 | Calvin Harris         | Motion                              | "Blame" (featuring John Newman)                                      | Adam Wiles, John Newman |
| 2014 | Gorgon City \| Sirens | "Try Me Out" (featuring Anne-Marie) | Kye Gibbon, Matthew Robson-Scott, Jonny Coffer, Anne-Marie Nicholson | |
| 2014 | Union J               | You Got It All - The Album          | "Get It Right"                                                       | George Shelley, Timothy Powell, Mary Leay |
| 2015 | Arno Cost             | —                                   | "Coming Home" (featuring James Newman)                               | Vadim Constentin, Katherine Syren-Russell, Johnny Harris |
| 2015 | Jess Glynne           | I Cry When I Laugh                  | "It Ain't Right"                                                     | Jessica Glynne, Finlay Dow-Smith |
| 2015 | Jess Glynne           | I Cry When I Laugh                  | "No Rights, No Wrongs"                                               | Jessica Glynne, Janee Bennett, Andrew Knox Brown, Jonny Coffer, Finlay Dow-Smith |
| 2015 | Little Mix            | Get Weird                           | "Love Me Like You"                                                   | Camille Purcell, Steve McCutcheon, Iain Farquarson |
| 2015 | Rudimental            | We the Generation                   | "Lay It All on Me" (featuring Ed Sheeran)                            | Amir Izadkhah, Piers Aggett, Kesi Dryden, Leon Rolle, Johnny Harris, Adam Eaglefield, Jacob Manson, Edward Sheeran, Gavin Slater, Lasse Peterson, Maxwell McElligott, James Luke Wood                                |
| 2015 | Rudimental            | We the Generation                   | "Too Cool" (featuring Ella Eyre)                                     | Amir Izadkhah, Piers Aggett, Kesi Dryden, Leon Rolle, Ella McMahon, Johnny Harris |
| 2015 | Rudimental            | We the Generation                   | "All That Love" (featuring Anne-Marie)                               | Amir Izadkhah, Piers Aggett, Kesi Dryden, Leon Rolle, Johnny Harris, Wayne Hector, Julie Frost, Nicholas Gale |
| 2015 | Foxes                 | All I Need                          | "Amazing"                                                            | Louisa Rose Allen, Martin Brammer, Jonny Lattimer |
| 2016 | Diztortion            | —                                   | "I'll Be There"                                                      | Raoul Chen, Eyelar Mirzazadeh |
| 2016 | Netsky                | III                                 | "High Alert" (featuring Sara Hartman)                                | Boris Daenan, Johnny Harris, Daniel Watts |
| 2016 | Matoma                | Hakuna Matoma / One in a Million    | "False Alarm" (with Becky Hill)                                      | Thomas Lagergren, Rebecca Hill, Kara DioGuardi, Daniel Heløy Davidsen, Peter Wallevik, Mich Hansen |
| 2016 | Havana Brown          | —                                   | "Like Lightning" (featuring Dawin)                                   | Angelique Meunier, Kesha Sebert, Stuart Crichton, Dawin Polanco |
| 2016 | Kaiser Chiefs         | Stay Together                       | "Why Do You Do It to Me?"                                            | Charles Wilson, Andrew White, Simon Rix, Nicholas Baines, Vijay Mistry, Brian Higgins, Toby Scott, Nicholas Coler |
| 2016 | Olly Murs             | 24 Hrs                              | "Read My Mind"                                                       | Oliver Murs, Steve Robson, Edward Drewett |
| 2017 | Digital Farm Animals  | —                                   | "Digital Love" (featuring Hailee Steinfeld)                          | Nicholas Gale, Daniel Heløy Davidsen, Peter Wallevik, Mich Hansen, Daniel Stein, Willem van Hanegem, Ward van der Harst                                                                                              |
| 2017 | Brendan Murray        | —                                   | "Dying to Try"                                                       | Jörgen Elofsson |
| 2017 | Kesha                 | Rainbow                             | "Let Em Talk" (featuring Eagles of Death Metal)                      | Kesha Sebert, Stuart Crichton |
| 2017 | Daya                  |                                     | "New"                                                                | Grace Tandon, Brett McLaughlin, Mikkel Eriksen, Tor Hermansen, Nolan Lambroza |
| 2017 | Jessie Ware           | Glasshouse                          | "First Time"                                                         | Jessica Ware, Finlay Dow-Smith |
| 2017 | Guy Sebastian         | Conscious                           | "Keep Me Coming Back"                                                | Guy Sebastian, Emma Walker, Lionel Towers |
| 2017 | Alexandru             | —                                   | "Sellotape"                                                          | Jack Walton, Fiona Bevan, Maegan Cottone |
| 2018 | Don Diablo            | Future                              | "Head Up" (featuring James Newman)                                   | Don Schipper, Richard Boardman, Pablo Bowman |
| 2018 | John Newman           | —                                   | "Fire in Me"                                                         | John Newman, Philip Plested, David "Dehiro" Mørup |
| 2018 | Toni Braxton          | Sex & Cigarettes                    | "Coping"                                                             | Toni Braxton, David Gibson, Stuart Crichton |
| 2018 | The Shires            | Accidentally on Purpose             | "Stay the Night"                                                     | Edward Sheeran, Johnny McDaid, John Newman |
| 2018 | Armin van Buuren      | Balance                             | "Therapy" (featuring James Newman)                                   | Armin van Buuren, Benno de Goeij, Michael Busbee |
| 2018 | Dan Caplen            |                                     | "Trouble" (featuring Ms Banks)                                       | Daniel Caplen, Sophie Cooke, Frederik Eichen |
| 2018 | Jess Glynne           | Always in Between                   | "All I Am"                                                           | Jessica Glynne, Janee Bennett, Sophie Cooke, Bastian Langebaek, Sandy Rivera, Jay "Sinister" Sealee |
| 2018 | Matoma                | One in a Million                    | "Lights Go Down" (featuring James Newman)                            | Thomas Lagergren, Matthew Simons, Tushar Apte, Hanni Ibrahim, Patrick Patrikios |
| 2018 | Sigala                | Brighter Days                       | "All for Love" (featuring Kodaline)                                  | Bruce Fielder, Steven Garrigan, Moon Willis |
| 2018 | Jess Glynne           | Always in Between                   | "1, 2, 3"                                                            | Jessica Glynne, Janee Bennett, Jordan Thomas, Jonathan Mensah |
| 2018 | Olly Murs             | You Know I Know                     | "Footsteps"                                                          | Oliver Murs, Thomas Barnes, Peter Kelleher, Benjamin Kohn |
| 2018 | Zayn                  | Icarus Falls                        | "Talk to Me"                                                         | Zayn Malik, Alexander Oriet, David Phelan, Fredrick Wexler |
| 2019 | Lost Kings            | Paper Crowns EP                     | "Don't Kill My High" (featuring Wiz Khalifa and Social House)        | Nicholas Schanholz, Robert Abisi, John Ryan II, Ruth-Anne Cunningham, Ian Franzino, Andrew Haas, Sabrina Bernstein, Ilsey Juber, Alexander Izquerdio, Marcus Lomax, Cameron Thomaz, Michael Foster, Charles Anderson |
| 2019 | Backstreet Boys       | DNA                                 | "Chateau"                                                            | Cole Citrenbaum, Stephen Wrabel, Stuart Crichton, Michael Pollack |
| 2019 | Backstreet Boys       | DNA                                 | "OK"                                                                 | Stuart Crichton, Jason Dean, Joseph Kirland |
| 2019 | Stephen Puth          |                                     | "Half Gone"                                                          | Stephen Puth, Ian Franzino, Andrew Haas |
| 2019 | Louis Tomlinson       | Walls                               | "Don't Let It Break Your Heart"                                      | Louis Tomlinson, Stuart Crichton, Cole Citrenbaum |